# Häusergruppe Marktstraße 10 bis 18

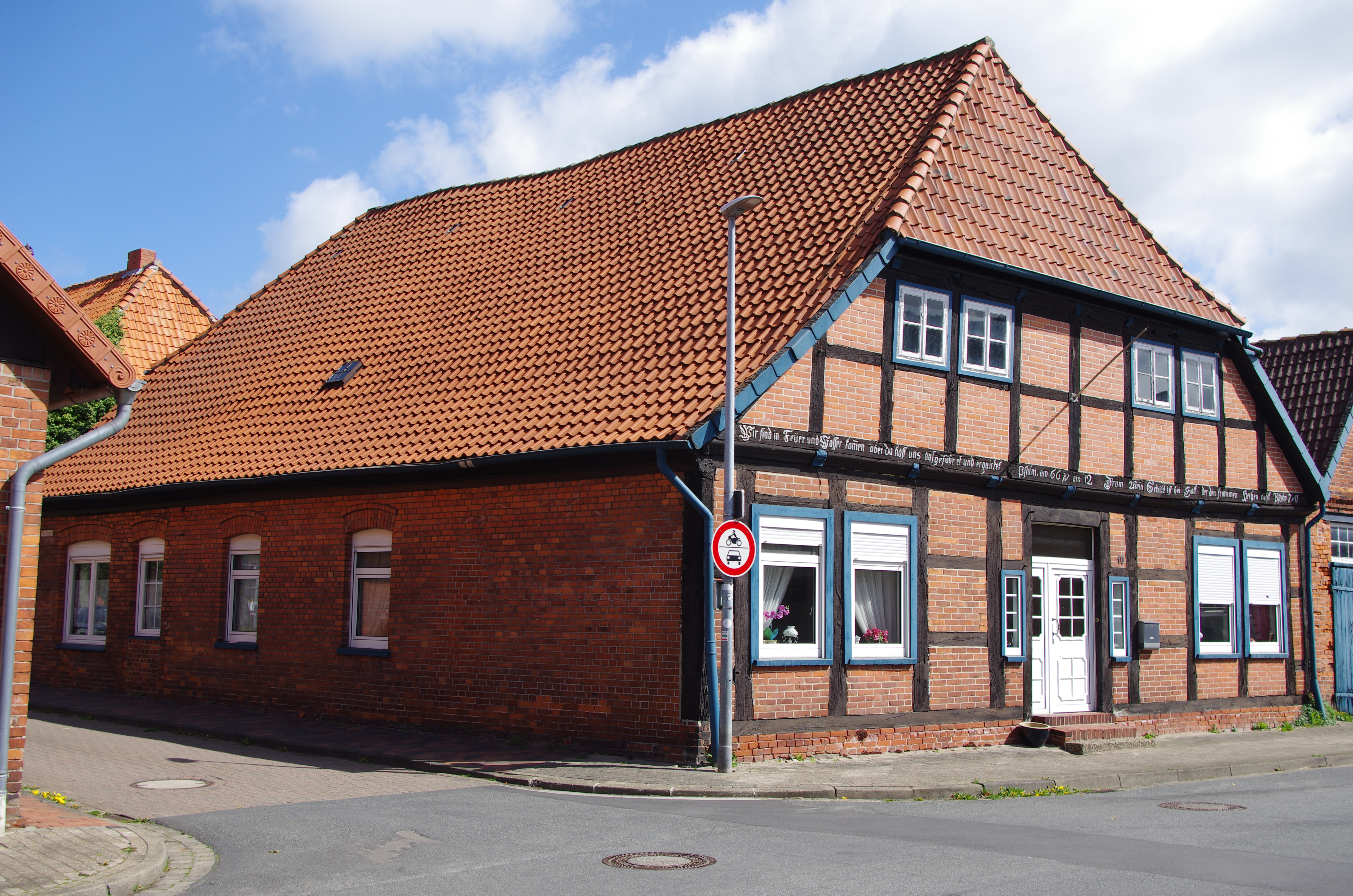
Marktstraße 10

Die Häusergruppe Marktstraße 10 bis 18 in Bücken in der niedersächsischen Samtgemeinde Grafschaft Hoya stammt vom 18. und 19. Jahrhundert.
Die Gebäude werden aktuell (2023) als Wohnhäuser genutzt.
Die Gebäude stehen unter Denkmalschutz (siehe auch Liste der Baudenkmale in Bücken).

## Beschreibung
Die Marktstraße ist eine zentrale von Osten (Bahnhofstraße) nach Westen und dann nach Norden (Am Markt bzw. Friedhofsweg) führende Straße im Flecken Bücken mit zwei denkmalgeschützten Wohnhausgruppen: Zu dieser Gruppe gehören folgende eingeschossige, zumeist giebelständige, Wohnhäuser:

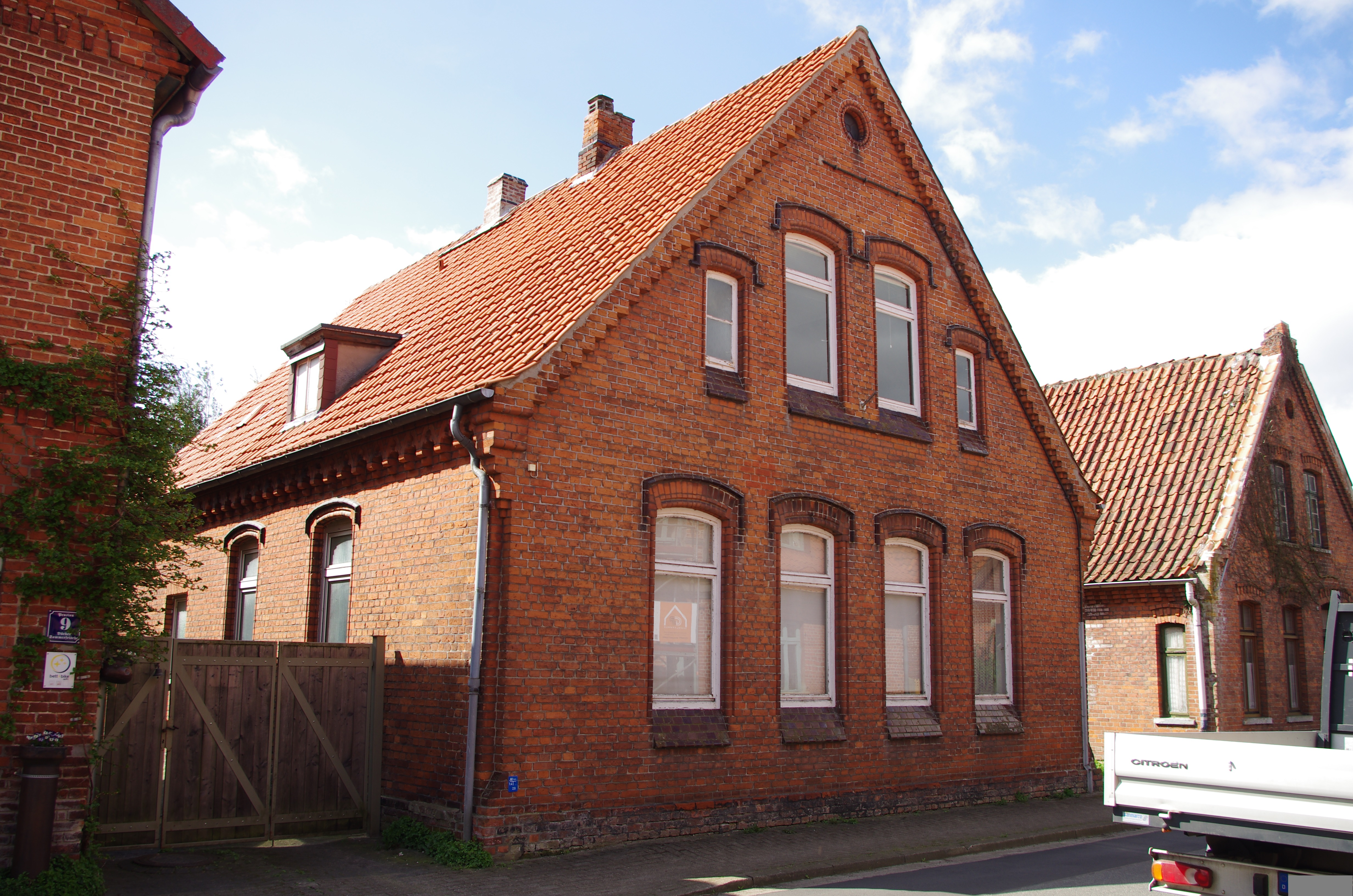
Marktstr. 11

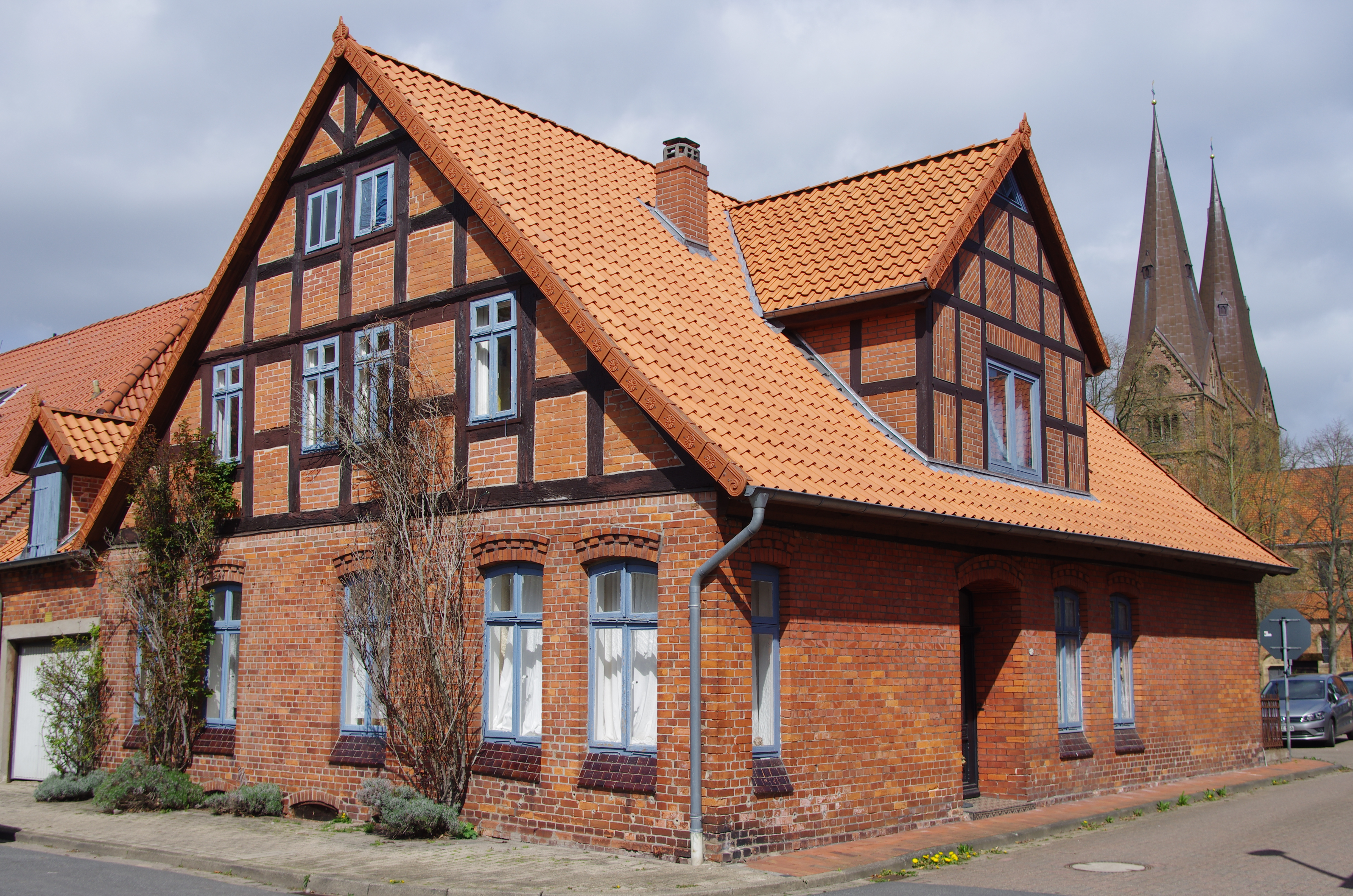
Marktstr. 12

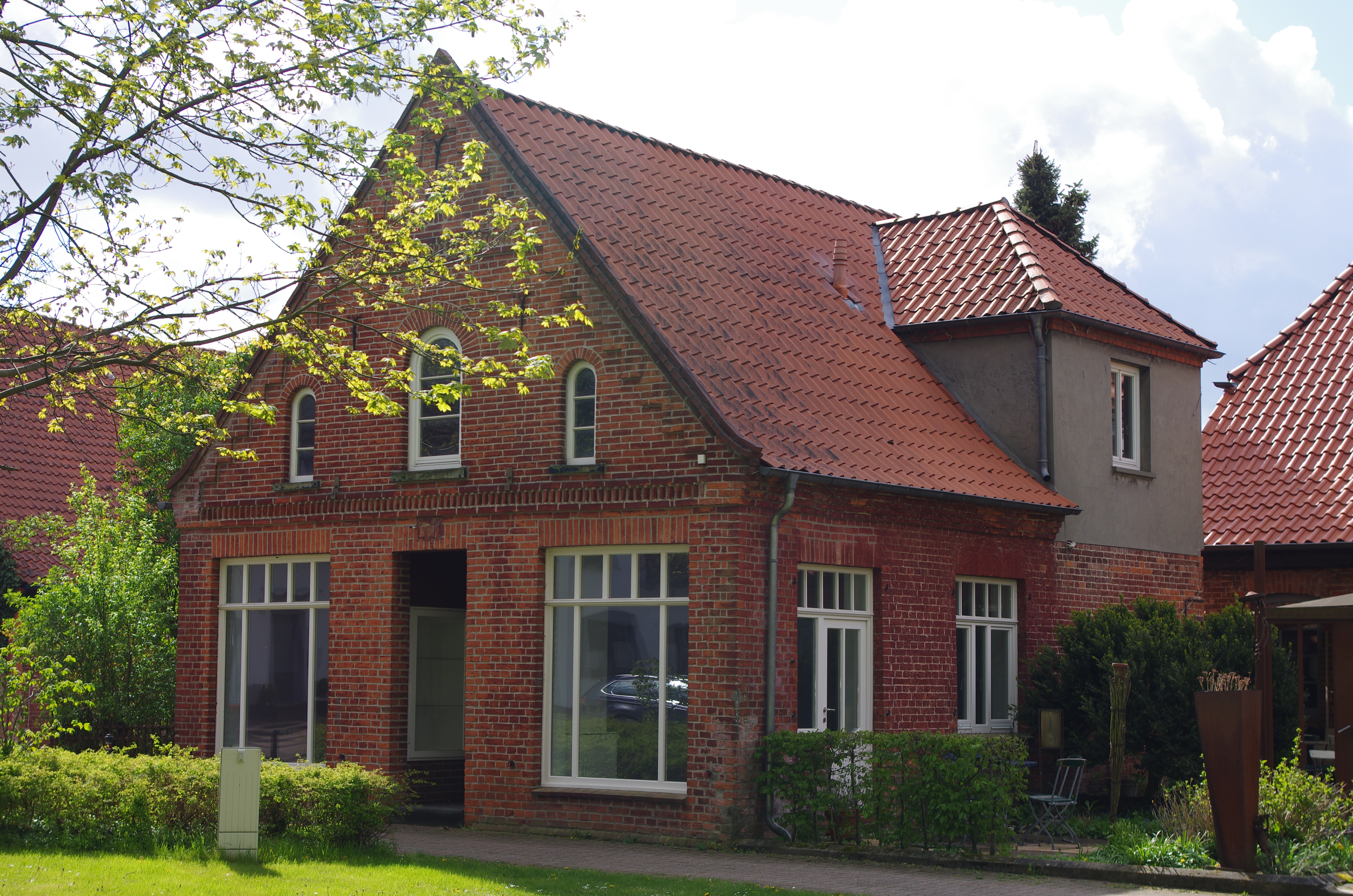
Marktstr. 12a

- Nr. 10: Fachwerkhaus mit Ziegelausfachungen vom Ende des 18. Jahrhunderts mit Krüppelwalmdach und Inschrift sowie verklinkerten Traufseiten
- Nr. 11: Ziegelbau vom Ende des 19. Jahrhunderts mit schlichter Ziegelzier und Satteldach
- Nr. 12: Ziegelbau vom frühen 18. Jahrhundert mit Giebeldreieck im Kern in Fachwerk sowie Fachwerkzwerchhaus, umgebaut Anfang des 20. Jahrhunderts
- Nr. 12a: Ziegelbau von etwa 1870 mit Laden im Erdgeschoss und Satteldach sowie Zwerchhaus mit Walm
- Nr. 13: Historisierender Ziegelbau von 1860/70 mit Satteldach sowie Segmentbögen der Öffnungen
- Nr. 14: traufständiger Ziegelbau vom Ende des 19. Jahrhunderts als Doppelwohnhaus mit Wohn- und Restaurantnutzung mit Krüppelwalm und Zwerchhäusern in Fachwerk sowie Giebelgauben
- Nr. 14a: Scheune als Ziegelbau vom Ende des 19. Jahrhunderts mit seitlicher Längsdiele und Satteldach sowie neuem Giebeldreieck
- Nr. 15: Zurückstehendes Wohn- und Wirtschaftsgebäude von 1740 (Inschrift) in Fachwerk mit massivem Stallanbau (Ende 19. Jh.) sowie Steinmauer, heute (2023) Pension
- Nr. 16: Fachwerkhaus vom 18. Jahrhundert mit straßenseitiger massiver Ziegelfassade (Ende 19. Jh.) sowie Krüppelwalm
- Nr. 17: Frühere Scheune von der Mitte des 19. Jahrhunderts in Fachwerk mit Steinausfachungen und mit Krüppelwalm; heute Wohnhaus
- Nr. 17: Frühere Scheune/Stall vom Ende des 19. Jahrhunderts mit Satteldach und Zwerchhaus; heute Wohnhaus
- Nr. 18: Verklinkerter eineinhalbgeschossiger Ziegelbau mit Mitteleingang und Verzierung im Giebeldreieck im Schweizer Stil

Die Häuser zeigen auch mit den baulichen Veränderungen eine relativ große Geschlossenheit der Bebauung.

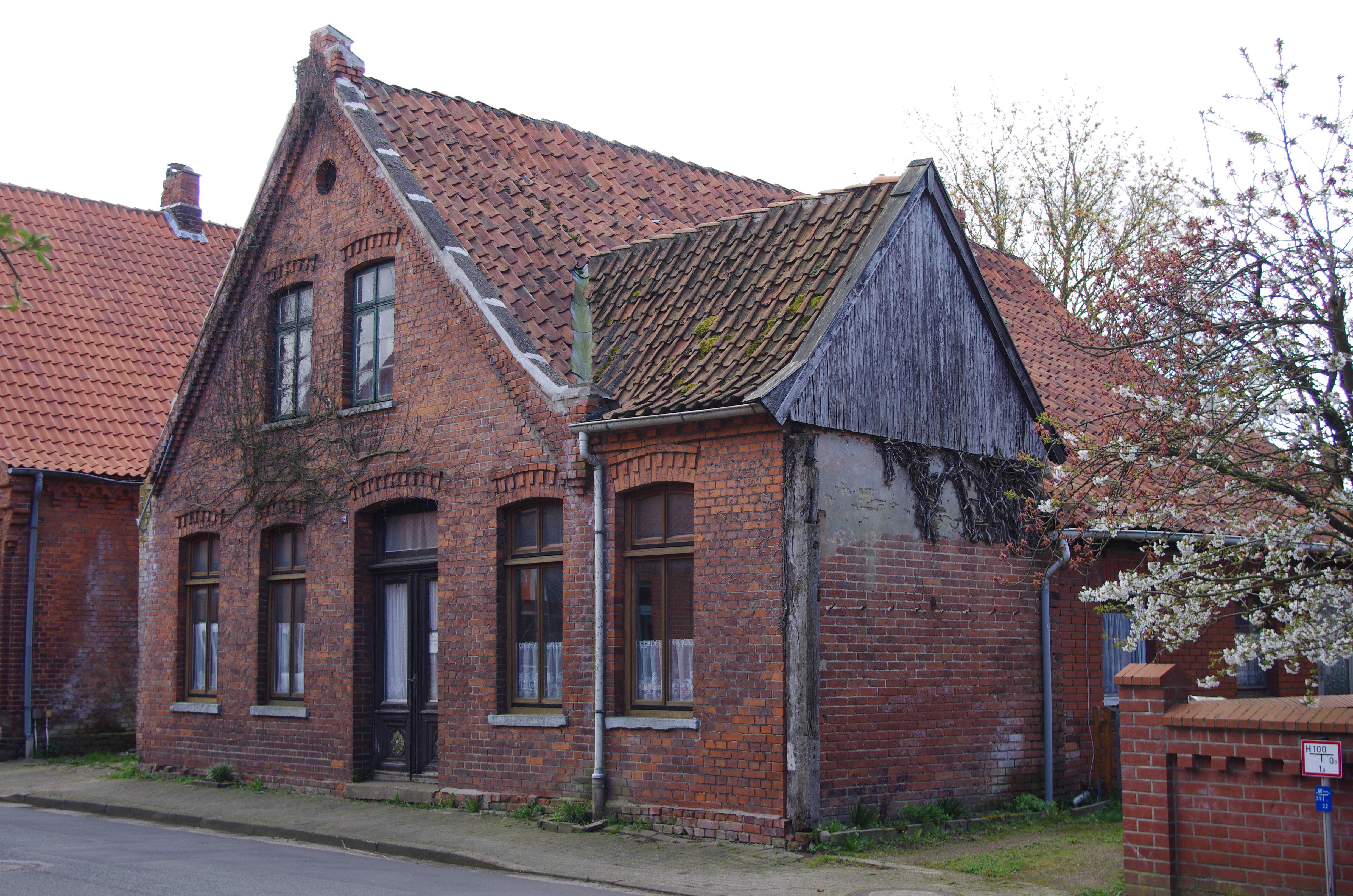
Marktstr. 13
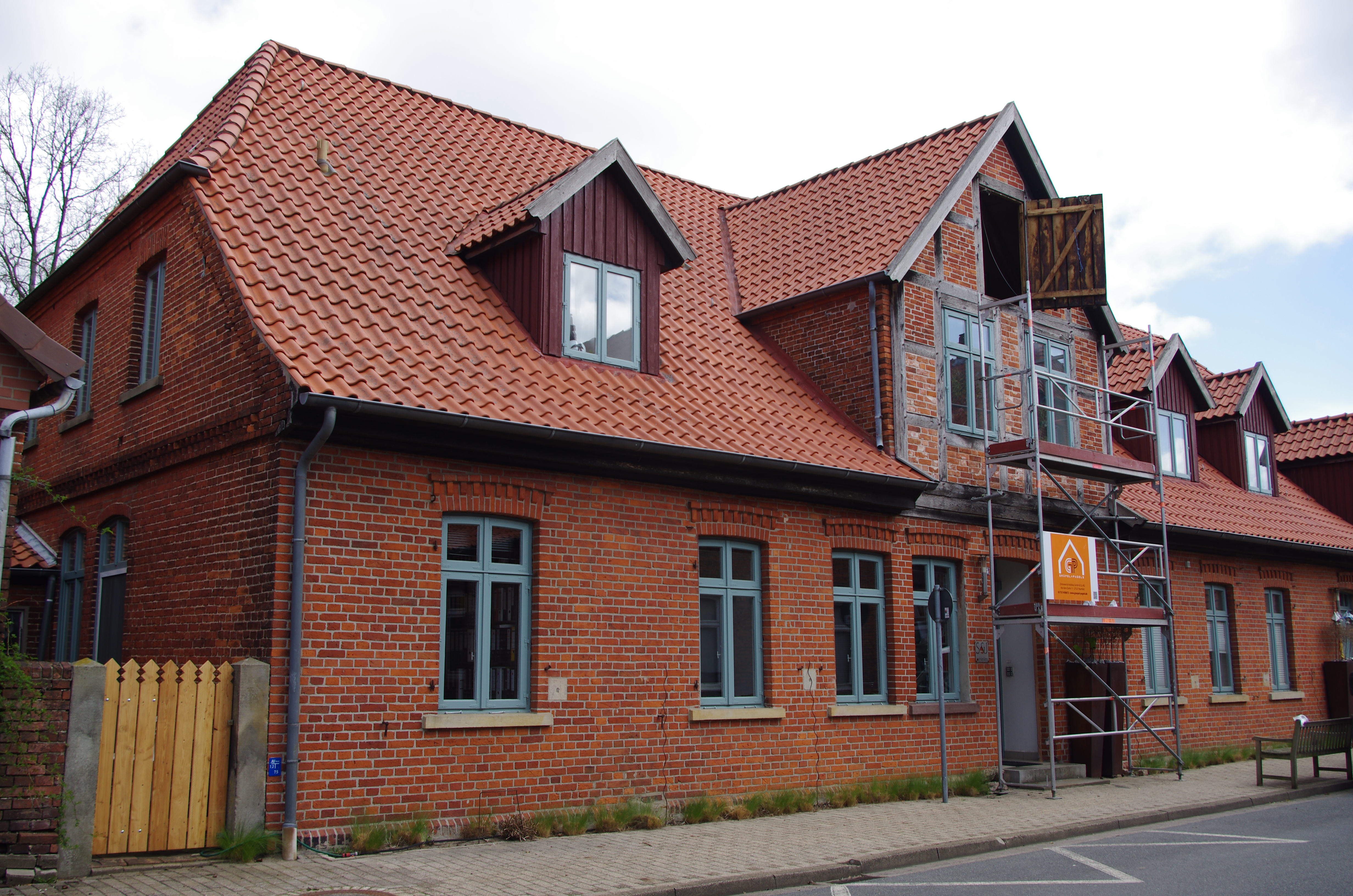
Marktstr. 14
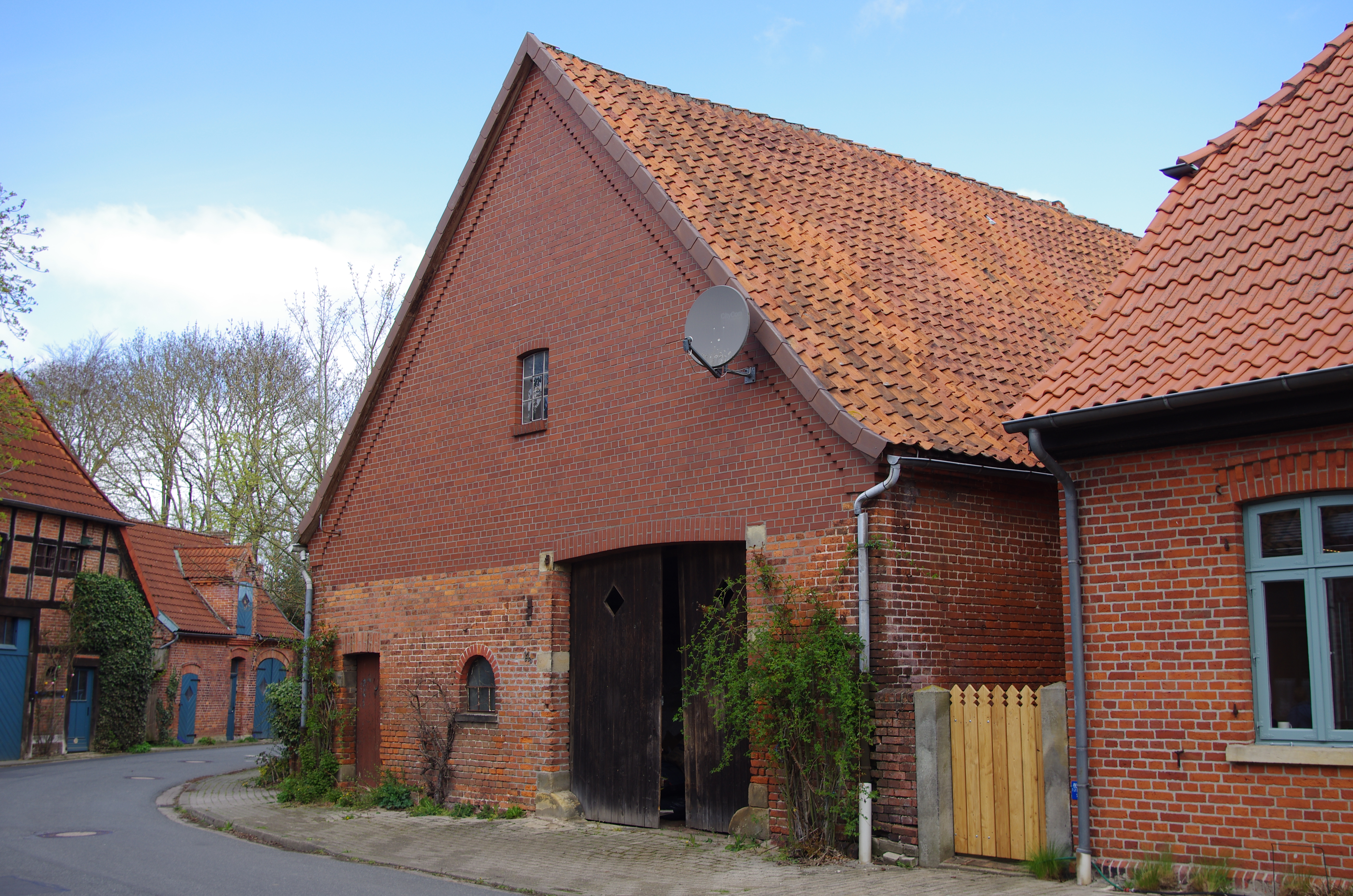
Marktstr. 14a
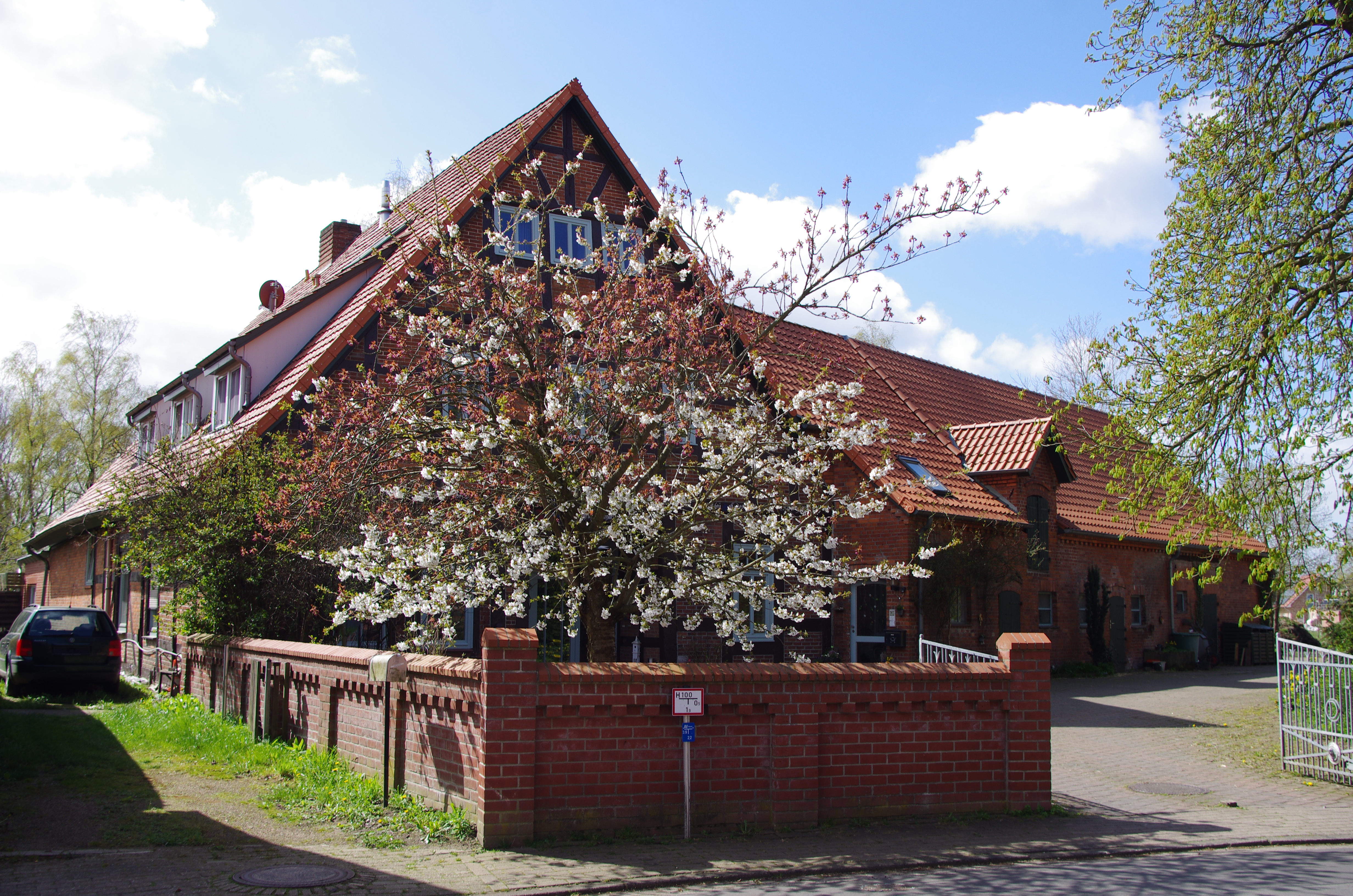
Marktstr. 15
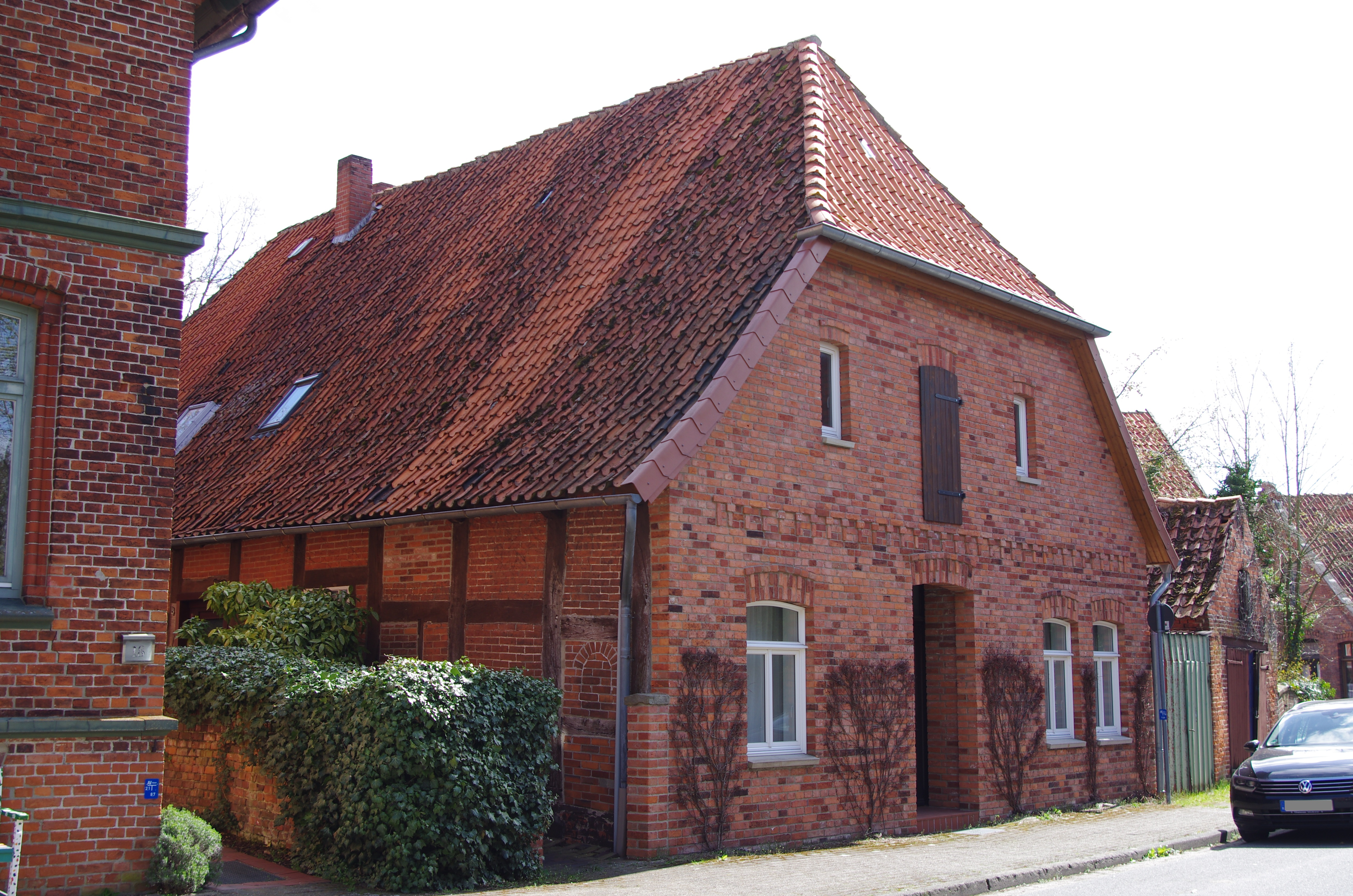
Marktstr. 16
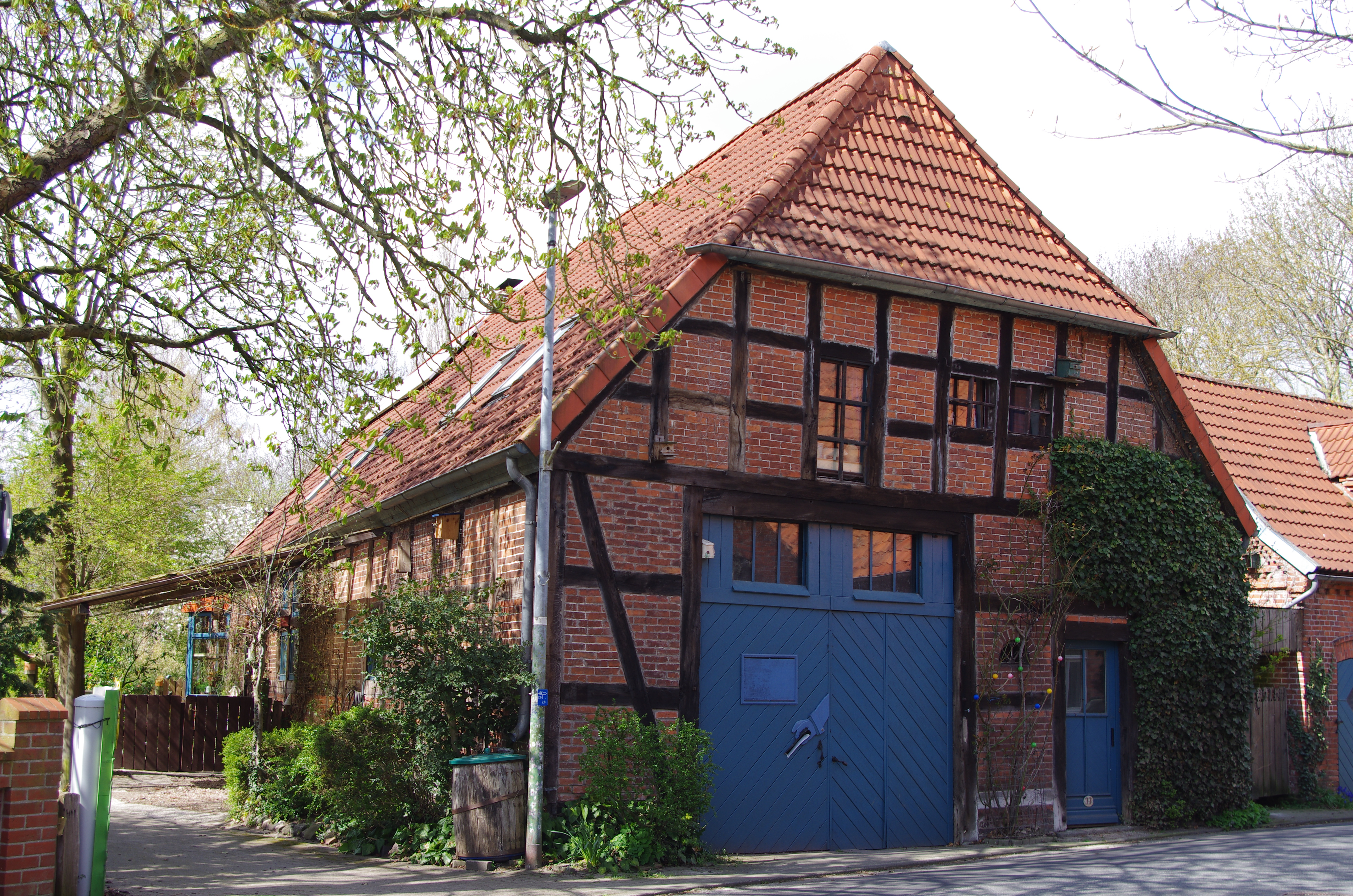
Marktstr. 17
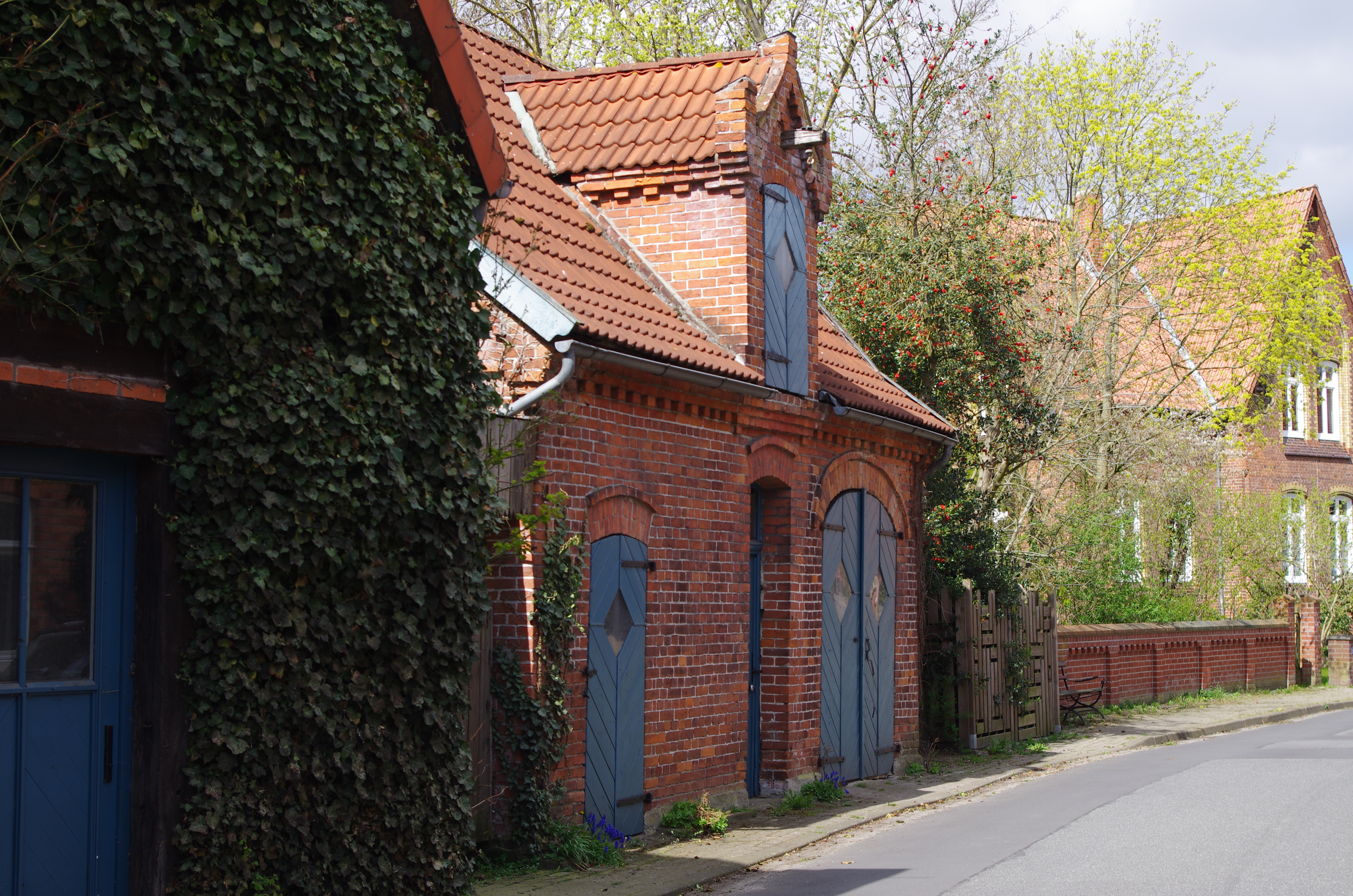
Marktstr. 17
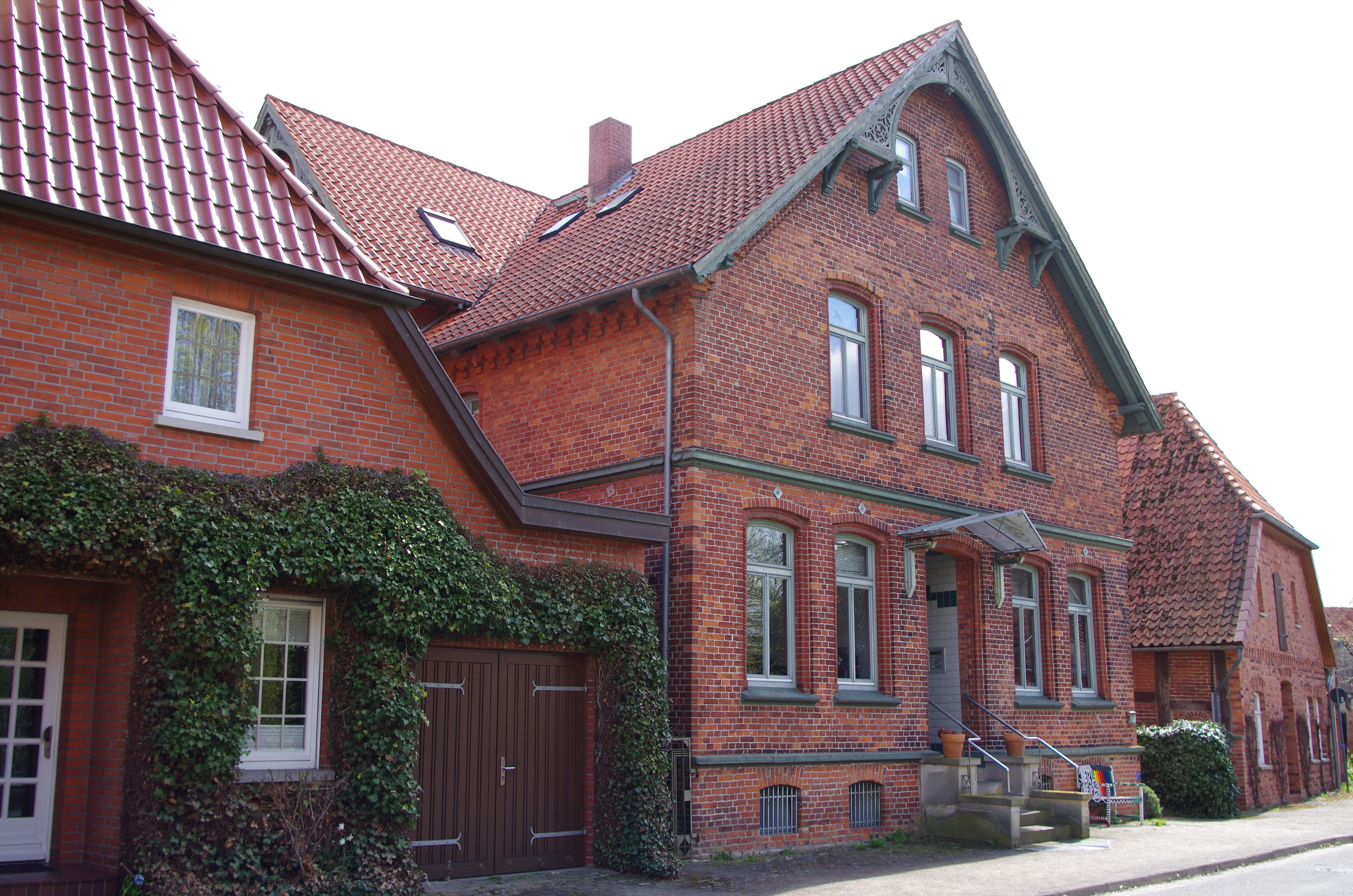
Marktstr. 18